# آنابورگ
شهر آنابورگ (به آلمانی: Annaburg) در ایالت زاکسن-آنهالت در کشور آلمان واقع شده است.

## نگارخانه

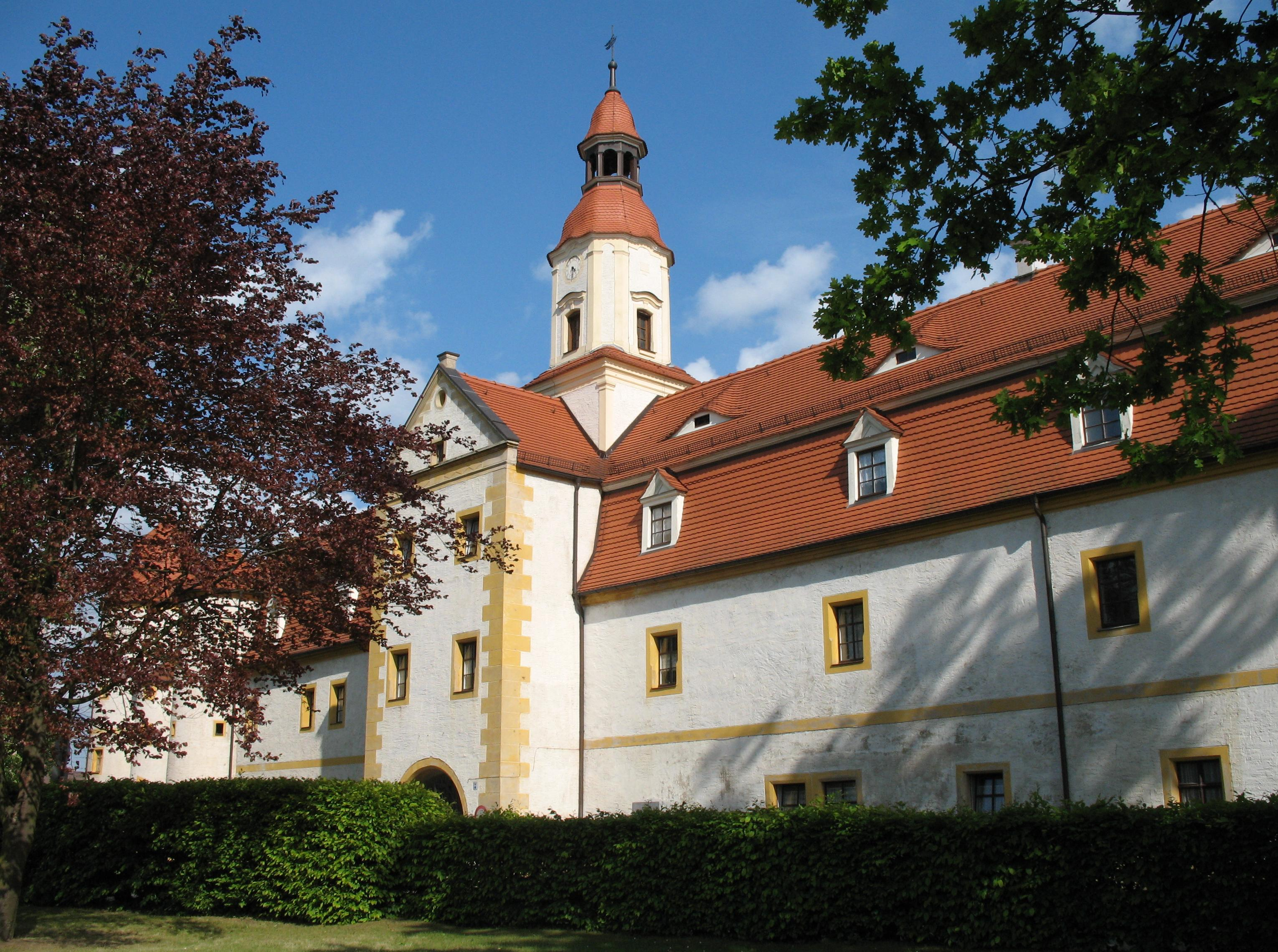
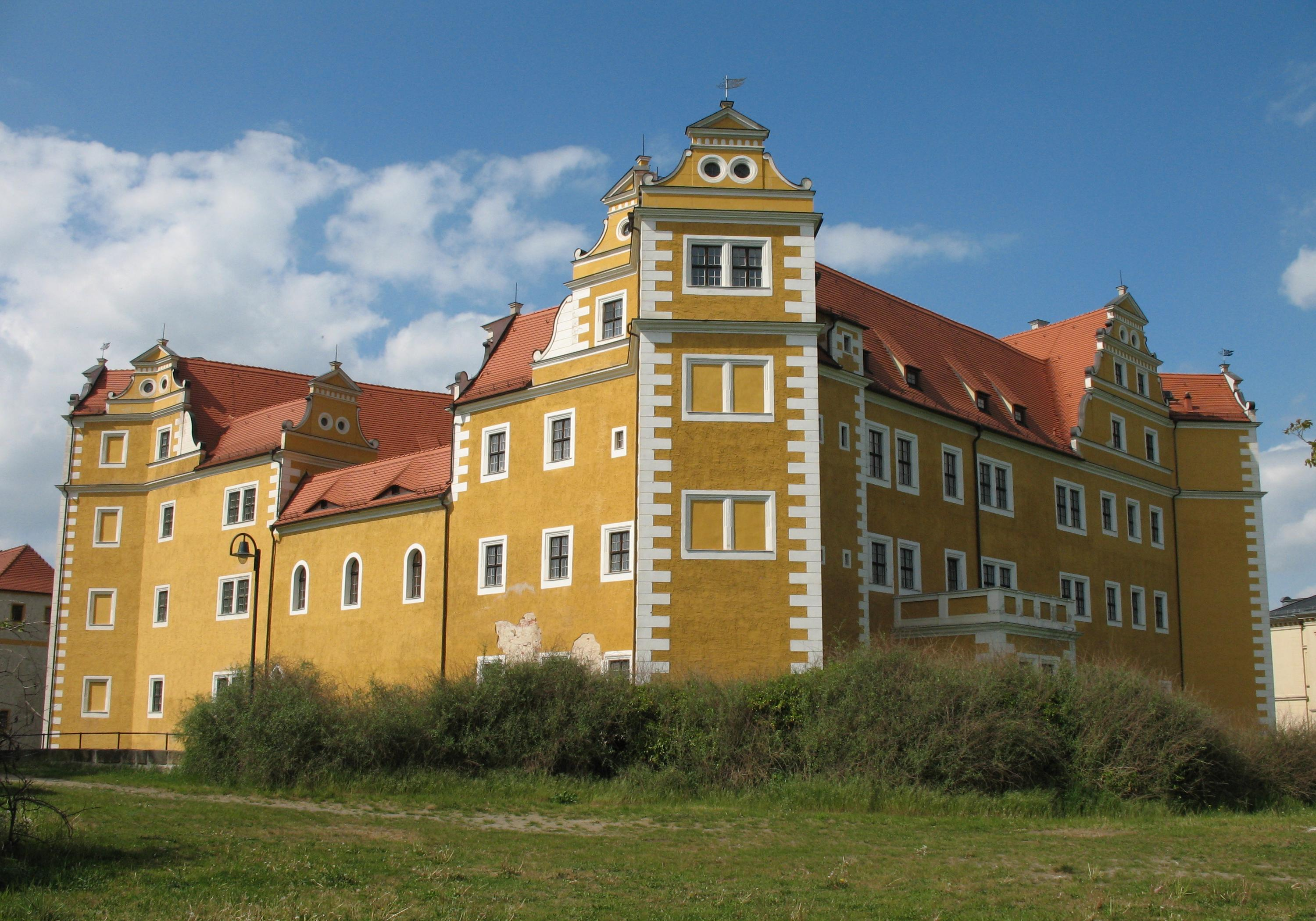
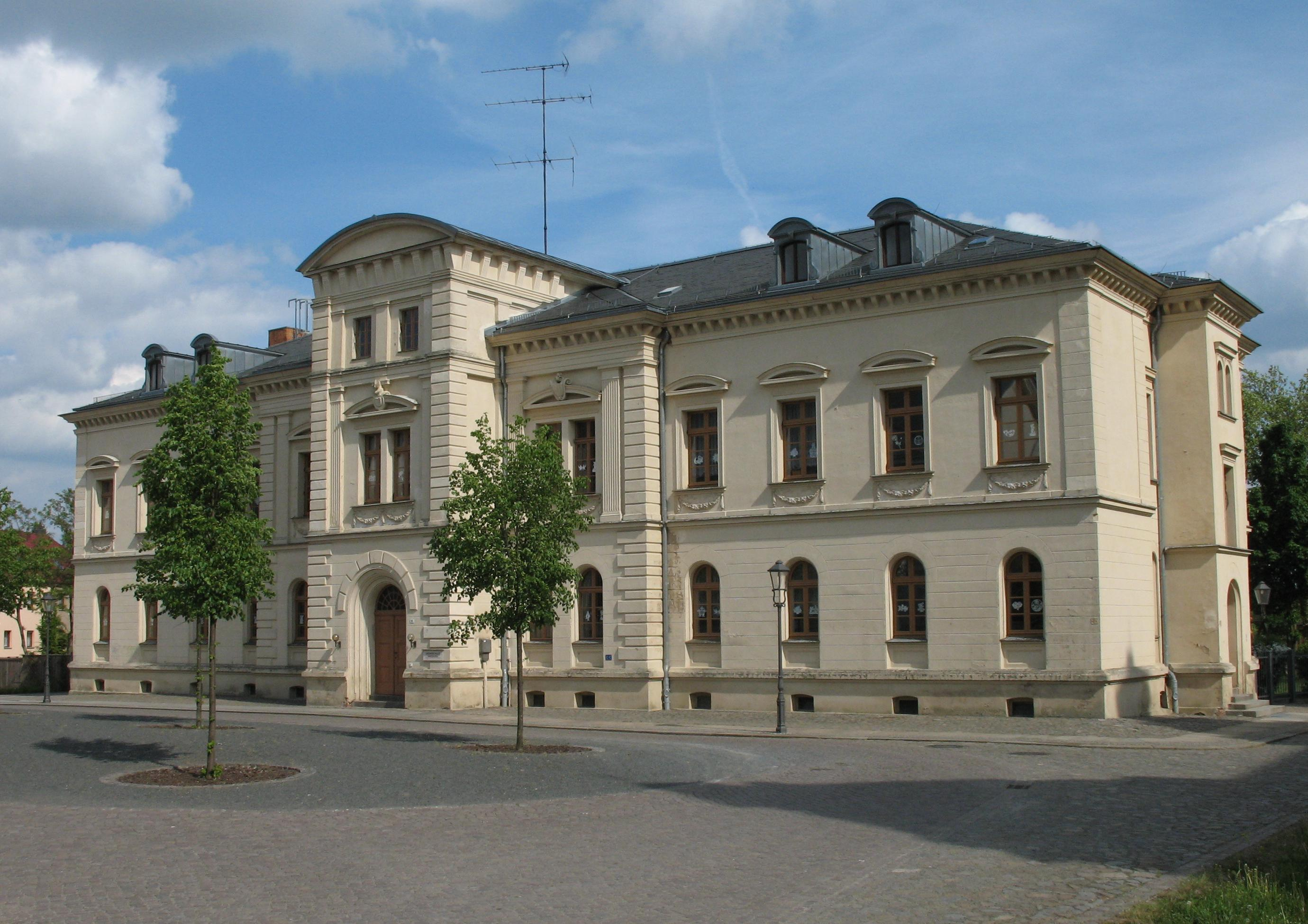
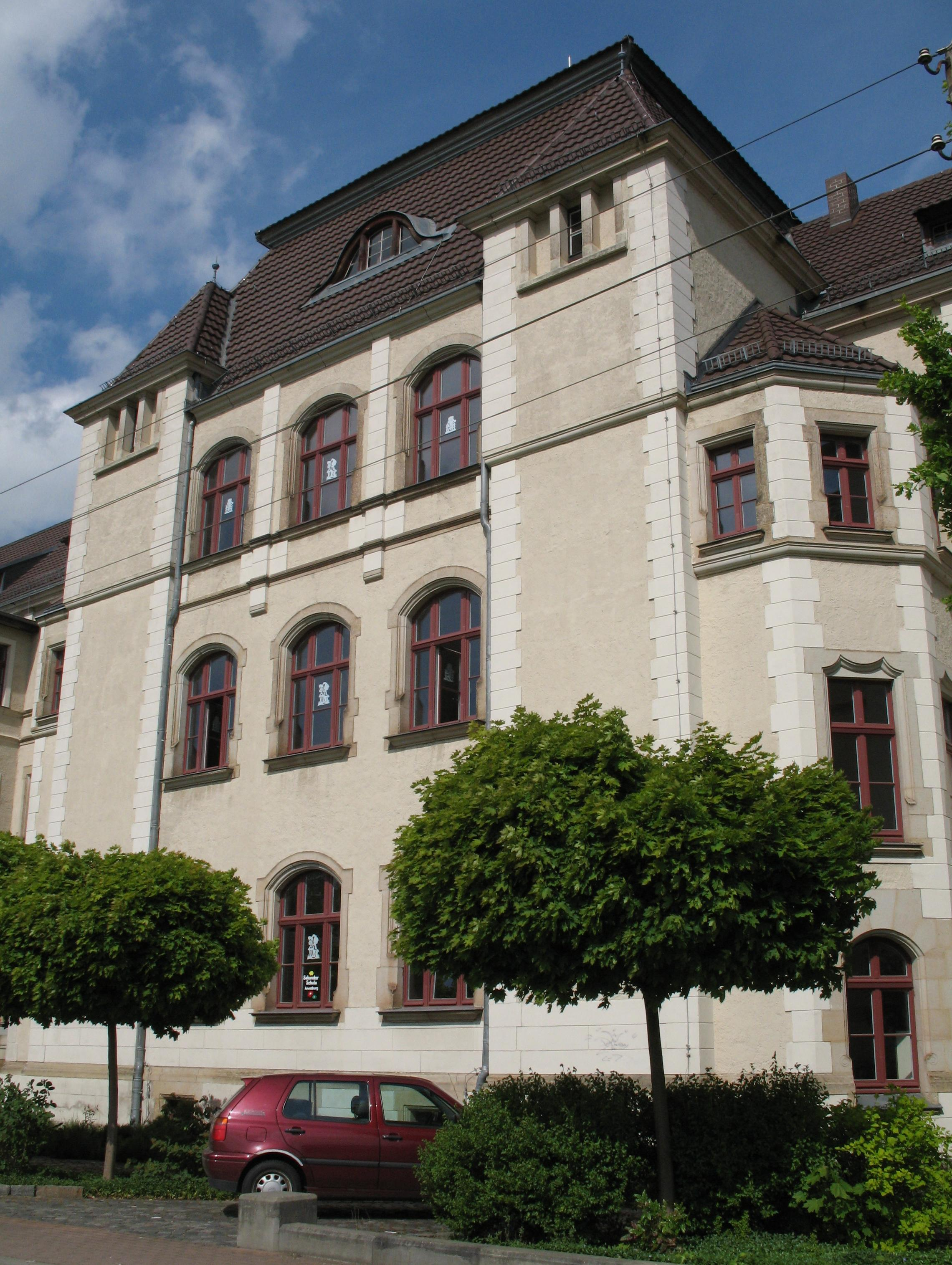